# Вендлер, Рихард
Ри́хард Ве́ндлер (нем. Richard Wendler; 22 января 1898, Оберндорф, Бавария — 24 августа 1972, Прин-ам-Химзе) — немецкий юрист, деятель НСДАП и СС, с августа 1941 группенфюрер СС и генерал-лейтенант полиции.

## Биография
С июля 1928 — член НСДАП, номер партийного билета — 93 116. 1 апреля 1933 вступил в СС под номером — 36 050.
Высококвалифицированный юрист. Доктор права. До Второй мировой войны был старшим бургомистром баварского города Хоф (1933—1941).
19 сентября 1939 назначен штадткомиссаром (нем. Stadtkommissar) г. Ченстохова в Польше. Находясь на этом посту принял решение организовать еврейское гетто.
С 14 сентября 1939 по 6 июня 1940 года одновременно — штадткомиссар г. Кельце.
В июне 1940 — 4 августа 1941 — штадткомиссар г. Радом.
С 31 января 1942 по 26 мая того же года исполнял функции губернатора Дистрикта Кракау (Кракова), а между 27 мая 1943 и 22 июля 1944 — губернатора Дистрикта Люблин. Принимал участие в создании концлагеря Майданек.
После окончания войны был задержан и допрошен, однако в судебном порядке не преследовался. Жил в Мюнхене, занимался адвокатской деятельностью.
Умер в 1972 году.
Его родная сестра была замужем за Гебхардом Гиммлером, братом Генриха Гиммлера.